# David Boudia
David Alasdair Boudia (ur. 24 kwietnia 1989), amerykański skoczek do wody. Dwukrotny medalista olimpijski z Londynu.
Zawody w 2012 były jego drugimi igrzyskami olimpijskimi, debiutował w 2008 w Pekinie. W 2012 po pierwszy medal sięgnął w skokach synchronicznych z wieży, partnerował mu Nick McCrory. W rywalizacji indywidualnej triumfował. W skokach synchronicznych był srebrnym (2007) i brązowym (2009) medalistą mistrzostw świata. Indywidualnie był drugi w 2011. W skokach synchronicznych zwyciężył w 2007 w igrzyskach panamerykańskich.